# Гај Бериман
Гај Руперт Бериман (енгл. Guy Rupert Berryman; 12. април 1978) шкотски је музичар, најпознатији као басиста група Coldplay и Apparatjik.